# 莱厄斯滕
莱厄斯滕（德語：Lehesten，發音：[ˈleːəstn̩] ⓘ）是德国图林根州萨尔费尔德-鲁多尔施塔特县的城市，面积35.94平方千米，2023年12月31日人口为1,555人。